# 無能 為力
無能 為力是香港女歌手泳兒的粵語單曲，於2023年12月27日由英皇娛樂數位發行及於2024年1月9日由英皇娛樂派台，為泳兒2023年《祝福》系列的第三部曲，由固有音樂班底馮穎琪作曲，周耀輝作詞。歌曲推出後成為新城勁爆本地榜冠軍歌。

## 歌曲背景
泳兒說：「作為我年尾最後一Plug ，加上倒數幾日就到2024，呢首歌，我想送畀自己同所有喺今年曾經有過一種無力感嘅你。」一如之前兩首歌，團隊都是先確定了「無能為力」這四個字及主題才創作，歌曲名字看似負面，其實「負中帶正」，「簡單嚟講，就係假如我哋感覺夠了無能，可能就會化為力量，所謂無能者的力量，然後提醒我哋，當感到冇能力，或者有人覺得你冇能力嘅時候，正係你最需要力量嘅時候，因為You are more than what you think you are or what others might think you are. 唔好睇輕自己，亦都唔好俾人睇輕你，要將無能轉化為力量。」泳兒表示最喜歡「看一切多麼剔透」這句歌詞，「當你有能力看透，就會變得輕而有力量。」
MV以大量CG製作，因為當中有很多創世、末日的影像，加上曲詞亦「去得好盡」，因為MV亦必需呼應。MV導演Shing指出，相比以往兩首祝福歌的MV，這次更直接，「觀眾一睇就知。末端出現嘅天使，唔係我哋平時諗嘅樣，係比較可怕，可能係怪物，但我想表達嘅係，其實怪物都係人類創造出嚟，死神、末日都係一樣。」泳兒坦言想以音樂表達出凡事都有反面，「死有生，天堂有地獄，所以『無能有力』。」
她謂雖然歌名似「唔老黎」，但其實全是「老黎」之作，又指新歌是其寫照，自認性格倔強，覺得這種不甘被睇低的逆思維，可令自己行得更遠。問到可有「無能為力」的時候？她不諱言曾被指年屆40歲，及事業已走到盡，慶幸本身性格倔強，批評反起激勵作用：「對年齡真係無能為力外，我覺得心態好緊要，要相信自己，唔好咁易被擊倒。我入咗行都一段時間，要進步係難，但唔代表我試唔到新嘢。」至於她今年的新目標是舉行形式類似台灣音樂節的戶外騷。

## 派台成績

### 叱咤903專業推介 走勢
合共上榜3周。
| 周次             | 第2周   | 第3周   | 第4周   | 備註         |
| 放榜日期         | 1月13日 | 1月20日 | 1月27日 |              |
| 榜上位置         | 15      | 18      | 9       |              |
| 非官方播放率統計 | 7       | 6       | 7+2     | 總計：20+2次 |
| ---------------- | ------- | ------- | ------- | ------------ |

### 新城知訊台勁爆本地榜 走勢
合共上榜7周。
| 周次     | 第2周   | 第3周   | 第4周   | 第5周  | 第6周   | 第7周   | 第8周   |
| 放榜日期 | 1月13日 | 1月20日 | 1月27日 | 2月3日 | 2月10日 | 2月17日 | 2月24日 |
| 榜上位置 | 15      | 12      | 11      | 9      | 8       | 8       | 1       |
| -------- | ------- | ------- | ------- | ------ | ------- | ------- | ------- |

### 勁歌金榜 走勢
合共上榜4周。
| 周次     | 第2周   | 第3周   | 第4周   | 第5周  |
| 放榜日期 | 1月13日 | 1月20日 | 1月27日 | 2月3日 |
| 榜上位置 | 15      | 8       | 5       | 4      |
| -------- | ------- | ------- | ------- | ------ |

### 各大流行榜最高位置
| 樂壇流行榜     | 最高位置 |
| -------------- | -------- |
| 903專業推介    | 9        |
| 新城勁爆本地榜 | 1        |
| 勁歌金榜       | 4        |